# 博雷洛
博雷洛是意大利阿布鲁佐大区基耶蒂省的一个镇。